# 3822 Segovia
3822 Segovia è un asteroide della fascia principale. Scoperto nel 1988, presenta un'orbita caratterizzata da un semiasse maggiore pari a 2,2697208 UA e da un'eccentricità di 0,1174122, inclinata di 2,56140° rispetto all'eclittica.
Il nome è dedicato al chitarrista spagnolo Andrés Segovia.